# سازمان چای کشور
سازمان چای کشور یکی از سازمان‌های زیر مجموعه وزارت جهاد کشاورزی در ایران است که در سال ۱۳۳۷در مجموعه وزارت گمرکات و انحصارات شکل گرفت. این سازمان با انجام اقدامات زیربنایی در حوزه احداث و گسترش اراضی چایکاری، ترویج روش‌های نوین چایکاری و چایسازی، دعوت از کارشناسان خبره بین‌المللی و توجه به بازرگانی چای توانست زیرساخت صنعت چای را تثبیت و تقویت نماید. در سال ۱۳۴۶ پس از تصویب قانون تشکیل وزارت کشاورزی و تولیدات مصرفی به دولت اجازه داده شد سازمان چای را به شرکت سهامی تبدیل کند. پس از یکسری تحولات اداری در نهایت این سازمان زیر مجموعه وزارت بازرگانی شد.

## تاریخچه
چای محصولی است که با حمایت دولت در ایران کشت شد؛ بنابراین در طول زمان همواره به نحوی مورد حمایت و توجه دولت قرار داشته است. خصوصاً که نیت اولیه کشت آن قطع وابستگی از ورود این محصول با ارزش و پرمصرف و تولید آن در داخل بود. قبل از انقلاب ابتدا مصوبه هیئت وزیران در سال ۱۳۳۳ شورای عالی چای و سازمان چای به عنوان مجری سیاست‌های ابلاغی این شورا تشکیل و آغاز به کارکردند. اما فعالیت‌های این دو نهاد دوامی نداشت تا این که در سال ۱۳۳۷ سازمان چای در مجموعه وزارت گمرکات و انحصارات شکل گرفت. این سازمان با انجام اقدامات زیربنایی در حوزه احداث و گسترش اراضی چایکاری، ترویج روش‌های نوین چایکاری و چایسازی، دعوت از کارشناسان خبره بین‌المللی و توجه به بازرگانی چای توانست زیرساخت صنعت چای را تثبیت و تقویت نماید. در سال ۱۳۴۶ پس از تصویب قانون تشکیل وزارت کشاورزی و تولیدات مصرفی به دولت اجازه داده شد سازمان چای را به شرکت سهامی تبدیل کند. پس از یکسری تحولات اداری در نهایت این سازمان زیر مجموعه وزارت بازرگانی شد. در اسفند ۱۳۶۸ قانون انتزاع سازمان چای از وزارت بازرگانی و الحاق آن به وزارت کشاورزی تصویب شد. سرانجام در اردیبهشت ۱۳۸۳ با اجرای آئین‌نامه ماده ۲۹ قانون برنامه سوم توسعه شرکت سهامی چای ایران منحل گردید. در پی این انحلال و در فقدان یک متولی تخصصی، آسیب‌های جدی بر پیکره صنعت چای وارد گردید و دولت لزوم وجود یک ارگان تخصصی را متوجه شد؛ لذا در سال ۱۳۸۵ ابتدا اداره کل چای شمال مجدداً زیر نظر معاون باغبانی تشکیل گردید و بالاخره در خرداد ۱۳۸۸ با مصوبه هیئت وزیران از اداره کل چای شمال به سازمان چای کشور تغییر نام داد.
حمایت از بخش کشاورزی با استفاده از ابزارهای گوناگون و عمدتاً برای رسیدن به اهدافی مانند افزایش درآمد کشاورزان، حمایت از تولیدکنندگان داخلی و رفع وابستگی، حفظ اشتغال و کاهش فقر انجام می‌شود. اتخاذ سیاست‌های حمایتی مناسب برای جبران عدم تعادل بین بخش‌های مختلف تولید، توزیع، مصرف و تجارت خارجی یکی از سیاست‌های مهم اقتصادی دولت است که باعث رشد اقتصادی و افزایش تولیدات داخلی شده است.
در حال حاضر بیش از ۲۶ هزار هکتار از اراضی دو استان گیلان و مازندران به کشت صنعت چای اختصاص دارد. ضمن اینکه معیشت بیش از ۵۵ هزار خانوار چایکار وابسته به تداوم حیات این کشت و صنعت است.

## تشکیل مجدد
قانون تأسیس سازمان چای کشور به استناد ماده ۳۰ قانون خدمات کشوری مصوب ۱۳۸۶ و اصل یکصد و سی و هشتم قانون اساسی جمهوری اسلامی ایران می‌باشد. سازمان چای کشور طبق مصوبه ۴۹۴۲۷/ت ۴۲۷۴۵ هـ مورخ ۰۵/۰۳/۱۳۸۸ هیئت وزیران، به عنوان تنها متولی چای کشور و به عنوان یک سازمان تابع زیرنظر مستقیم وزیر جهاد کشاورزی برای انجام وظایف ذیل تشکیل شد:
- اعمال مدیریت در جهت افزایش کیفیت برگ سبز چای
- مسئولیت کنترل و نظارت بر فرآوری تولید چای خشک
- ساماندهی و نظارت بر واردات و صادارت چای و تنظیم بازار چای کشور

ضمناً سازمان چای کشور به عنوان دستگاه مباشر و مسئول خرید و تحویل‌گیری برگ سبز چای کیفی به نرخ خرید تضمینی از کشاورزان و تحویل آن به کارخانجات چایسازی تعیین می‌گردد. همچنین سازمان چای مکلف است ضمن نظارت دقیق بر فرایند خرید تضمینی برگ سبز چای اقدامات مورد نیاز را برای توسعه قراردادهای کشت و بهبود کیفیت تولید برگ سبز چای انجام داده و پیگیری‌های لازم را در جهت ساماندهی چای کشور از طریق اجرای عملیات بهزراعی، بهبود فرآوری و اصلاح ساختار کارخانه‌های چای، ترویج مصرف چای داخلی و توسعه بازاریابی از طریق ظرفیت‌های صندوق توسعه چای کشور بعمل آورد.